# Cahuzac-sur-Adour
Cahuzac-sur-Adour település Franciaországban, Gers megyében. Lakosainak száma 198 fő (2022. január 1.). Cahuzac-sur-Adour Goux, Izotges, Tasque és Riscle községekkel határos.

## Népesség
A település népességének változása:
| Lakosok száma | 183  | 165  | 145  | 248  | 233  | 230  | 223  | 211  | 207  | 198  |
|               | 1968 | 1982 | 1990 | 2006 | 2013 | 2015 | 2017 | 2019 | 2020 | 2022 |